# Дом Массинена
Дом Массинена — жилое здание с коммерческими помещениями в Выборге. Занимающий угловой участок на пересечении Ленинградского шоссе и бульвара Кутузова многоквартирный дом в стиле северный модерн включён в перечень памятников архитектуры.

## История
Для строительства доходного дома известный выборгский промышленник Каарло Йохан Массинен (1872—1935) — строительный мастер, член правления Саво-Карельского банка, владелец фабрики по производству кровельных утеплителей, завода по переработке торфа, бумажного комбината и табачной фабрики — приобрёл обширный угловой участок, сформированный в ходе перепланировки района Мельничной горы в бывшем Петербургском форштадте. Проект первой очереди здания — пятиэтажного корпуса, обращённого фасадом к вновь проложенной Куллервоской улице, — был в 1910 году выполнен выборгским архитектором П. Уотилой в стиле северный модерн (финский национальный романтизм). А в 1913—1914 годах по проекту другого известного выборгского зодчего, В. Кейнянена, на Петербургской улице был выстроен новый корпус, частично шестиэтажный (не считая цокольного этажа), с небольшим изломом фасада.
Так сформировалось монументальное многоквартирное здание, крупнейшее из выборгских жилых домов своего времени, эффектно выделяющееся плавными линиями кровли, мягко сглаженными углами и оконными проёмами различной формы и размера. Над прямоугольной аркой, ведущей во двор дома со стороны северного фасада, находится массивный эркер полуциркульной конфигурации высотой в один этаж. Несмотря на различия в архитектурном оформлении трёх лицевых фасадов, имеющих достаточно сдержанное оформление (выполненные Кейняненом фасады более декоративны), и перепад в два этажа, расположенный на склоне горы дом выглядит как единое целое благодаря единообразному орнаменту межоконных панно верхнего этажа. Край кровли имеет в нескольких местах плавный арочный изгиб, под которым устроены чердачные слуховые окна. В обширных помещениях нижних этажей разместились магазины и другие коммерческие предприятия. Для выборгских доходных домов того времени украшения дворовых стен нетипичны, но своеобразие двору придаёт центральный ризалит, увеличивающий общую площадь массивного здания. В ходе реконструкции 1935 года в подвальном этаже на стыке двух корпусов были устроены прачечные и сауна.
В 1944 году в здании размещалось бомбоубежище. Жилой дом пережил период советско-финских войн (1939—1944) с минимальными потерями, однако интерьеры оказались в значительной степени утрачены вследствие послевоенных перепланировок. Значительную часть помещений нижнего этажа заняли цеха кондитерской фабрики.
По оценке исследователей, жилой дом с магазинами играет важную роль в композиции исторической застройки Выборга.

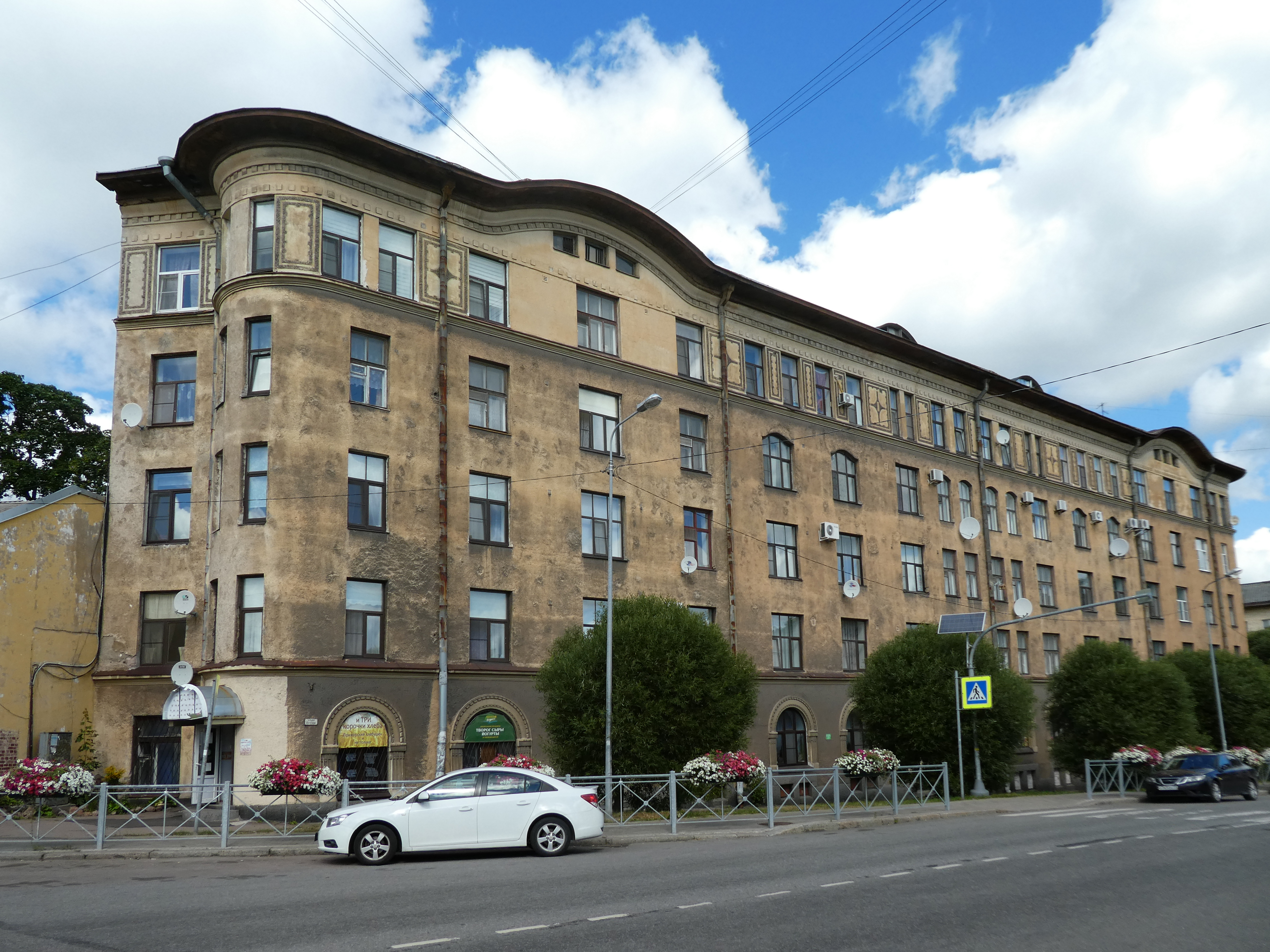
Фасад по бульвару Кутузова
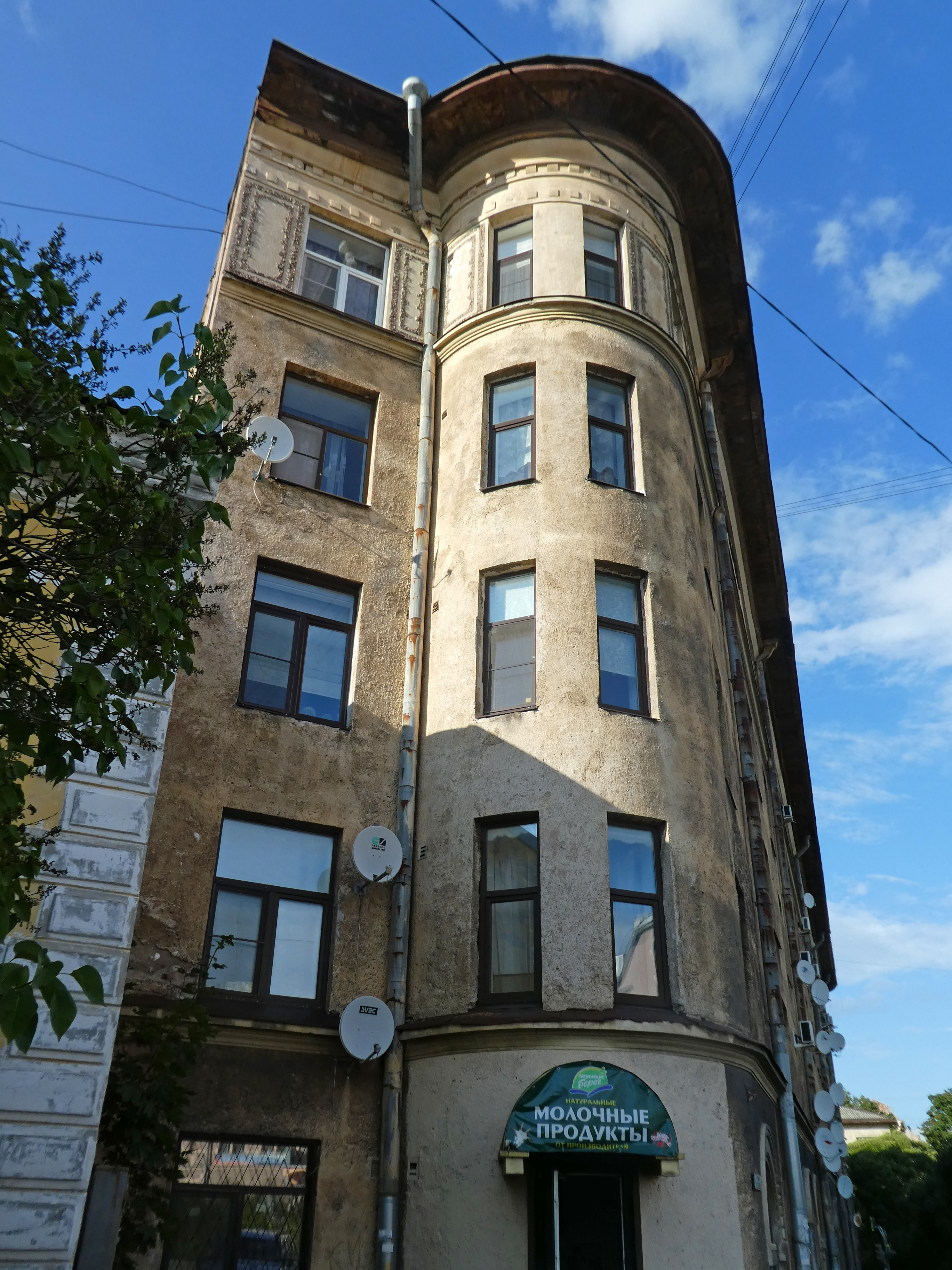
Угловое оформление
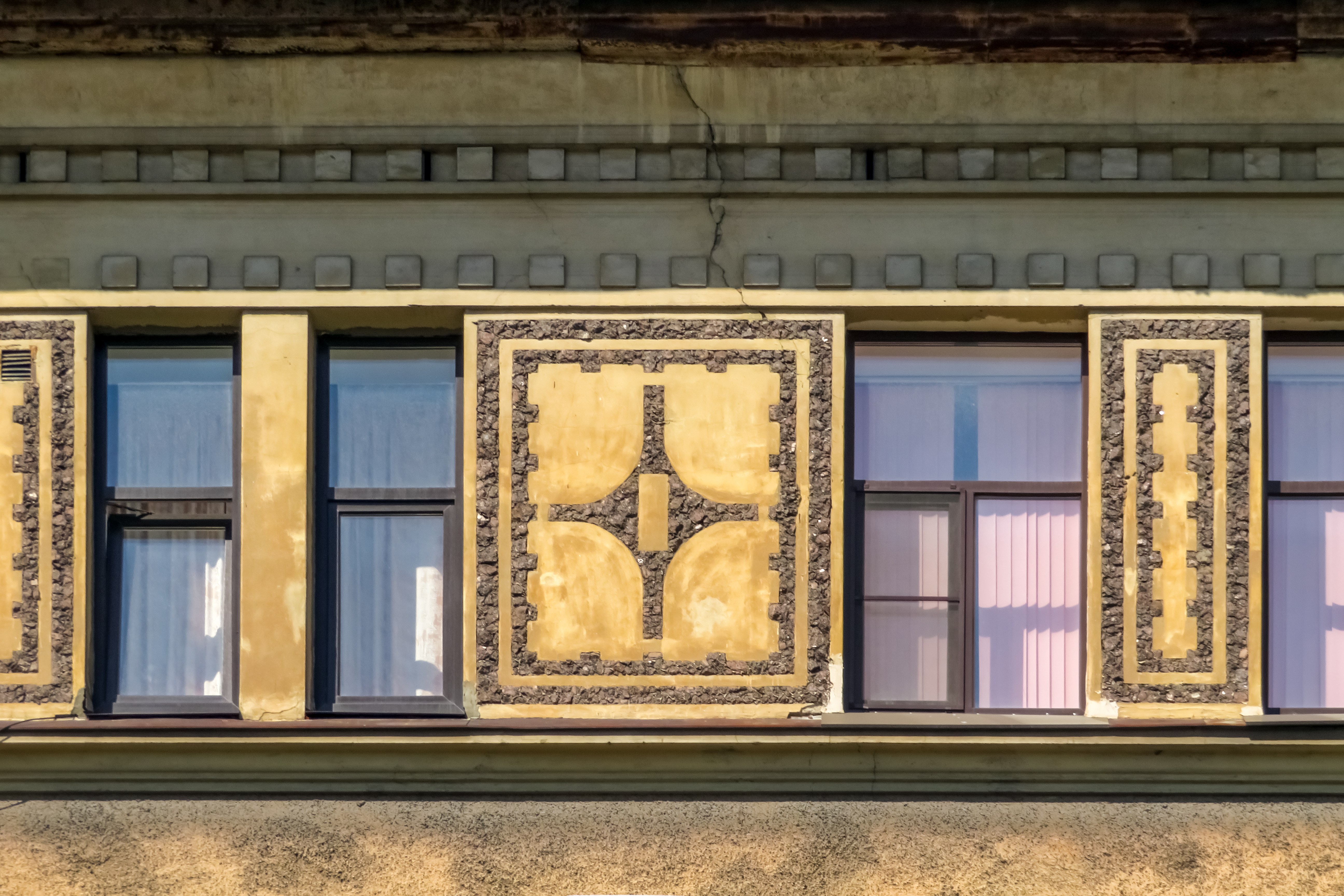
Орнамент на верхнем этаже
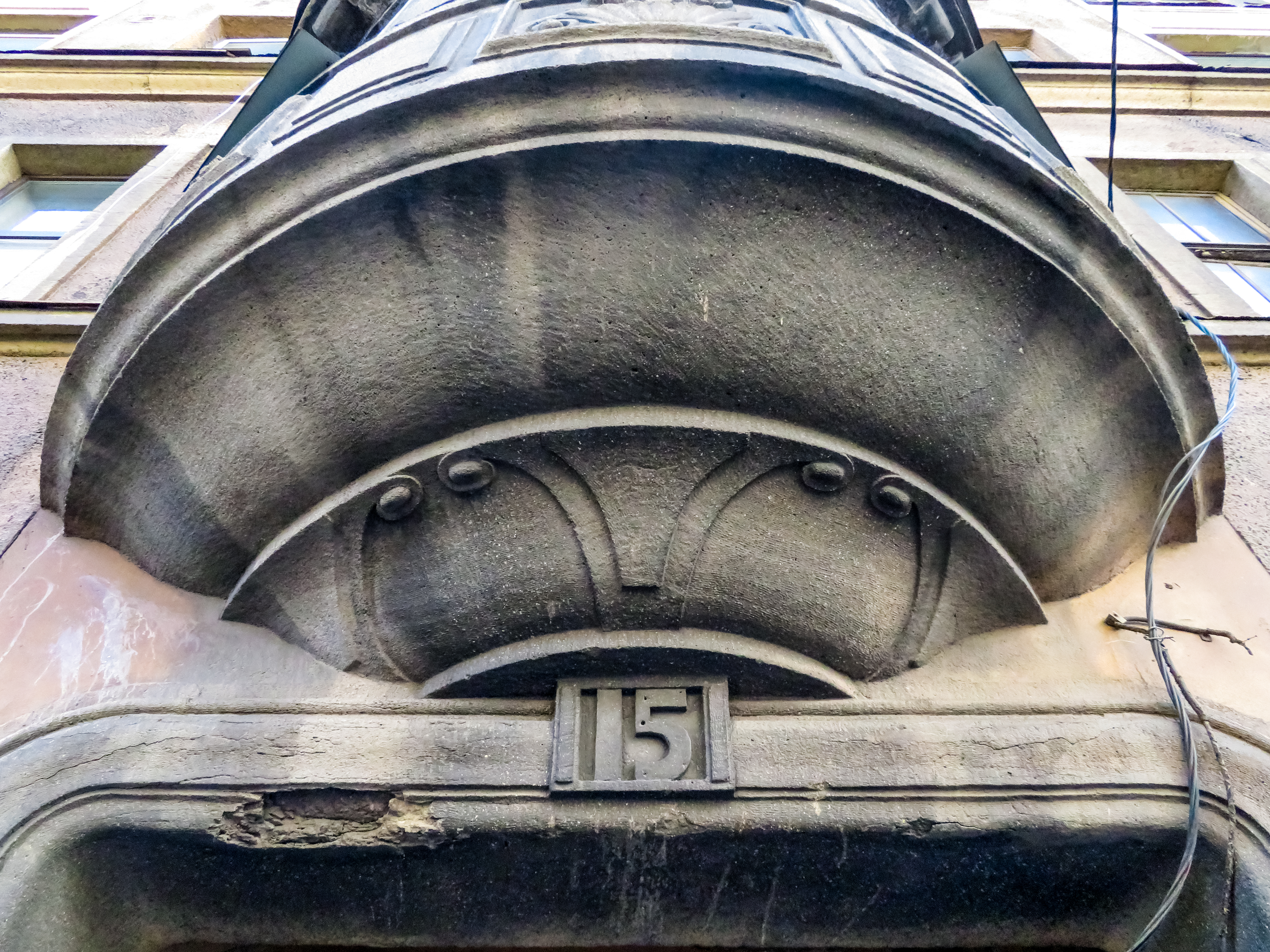
Декоративная обработка эркера